# ワールドセーリング
ワールドセーリング（英語: World Sailing、略称: WS）は、セーリングを統括する国際競技連盟。
2023年6月現在、世界149の国内競技連盟がメンバーとして登録されており、日本では日本セーリング連盟が加盟している。

## 歴史
1907年
フランスのパリにおいて国際ヨット競技連盟（英語: International Yacht Racing Union、略称: IYRU）として設立。
1996年
8月のアトランタにおける総会で国際セーリング連盟（英語: International Sailing Federation、略称: ISAF）に改称。
2015年
国際セーリング連盟（略称: ISAF）からワールドセーリング（英語: World Sailing）に改称。